# Neville Bowles Chamberlain
Sir Neville Bowles Chamberlain (* 10. Januar 1820 in Rio de Janeiro; † 3. Februar 1902 in Lordswood, Southampton) war ein britischer Feldmarschall.
Zweiter von fünf Söhnen des englischen Generalkonsuls Henry Chamberlain in Rio de Janeiro. Chamberlain trat 1836 in die indische Armee ein, machte als Subalternoffizier den Ersten Anglo-Afghanischen Krieg mit, wo er sechsmal verwundet wurde. Chamberlain wurde 1842 zur Leibgarde des Generalgouverneurs von Britisch-Indien versetzt und 1843 einer der Stellvertreter des Generalquartiermeisters. 1843 nahm er an der Gwalior-Kampagne und der Schlacht von Maharajpore teil. Anschließend kämpfte er im Ersten Sikh-Krieg und Zweiten Sikh-Krieg. 1848 wurde er Adjutant von James Broun-Ramsay, 1. Marquess of Dalhousie und kommandierte ein irreguläres Kavallerieregiment im Punjab.
Bereits kurz nach Ausbruch des Sepoy-Aufstandes wurde eine Fliegende Kolonne unter Chamberlain aufgestellt, um überall gegen die aufständischen Truppen vorzugehen. Später, während des Aufstandes, fungierte Chamberlain, inzwischen zum Obersten avanciert, als Generaladjutant der bengalischen Armee und wurde beim Ausfall aus Delhi am 18. Juli 1855 schwer verwundet. Er zeichnete sich dann in den Kämpfen gegen die Bergstämme aus, wurde 1872 Generalleutnant, 1875 Mitglied des Regierungsrats von Madras und erhielt in demselben Jahr das Kommando der Armee von Madras. 1878 wurde er zum Chef der britischen Gesandtschaft nach Kabul ernannt, die 21. September von einem Offizier des Emirs Schir Ali zur Umkehr genötigt wurde.
1863 wurde er als Knight Commander des Order of the Bath geadelt, 1866 wurde er als Knight Commander in den Order of the Star of India aufgenommen, 1873 zum Knight Grand Commander des Order of the Star of India und 1875 zum Knight Grand Cross des Order of the Bath erhoben.